# McLaughlin (cráter)

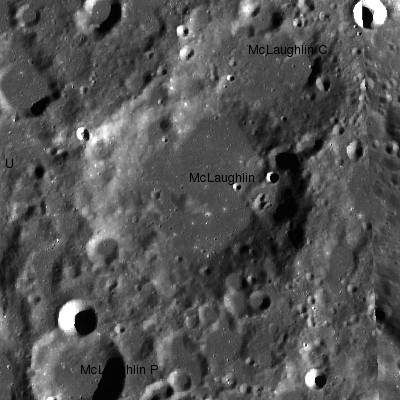
Fotografía de la misión Lunar Reconnaissance Orbiter

McLaughlin es un cráter de impacto que se encuentra justo detrás de la extremidad noroeste de la cara oculta de la Luna. Esta zona de la superficie lunar se puede observar desde la Tierra durante libraciones favorables, bajo condiciones de luz rasante. Se encuentra al oeste-suroeste del cráter Galvani. A alrededor de dos diámetros se encuentra el cráter Rynin.
Se trata de un elemento muy erosionado, con un borde irregular marcado por una serie de impactos más pequeños. El suelo interior aparece en general nivelado, excepto una moderada elevación al sureste del punto medio y algunas irregularidades cerca de las paredes interiores del suroeste y del norte. El cráter está marcado por varios pequeños impactos.

## Cráteres satélite
Por convención estos elementos son identificados en los mapas lunares poniendo la letra en el lado del punto medio del cráter que está más cercano a McLaughlin.
|            | \| McLaughlin \| Coordenadas \| Diámetro \| \| ---------- \| ----------------------------- \| -------- \| \| A \| 51°36′N 92°24′O / 51.6, -92.4 \| 35 km \| \| B \| 50°12′N 91°12′O / 50.2, -91.2 \| 43 km \| \| C \| 48°30′N 91°54′O / 48.5, -91.9 \| 60 km \| \| P \| 45°00′N 94°36′O / 45.0, -94.6 \| 34 km \| \| U \| 47°12′N 97°00′O / 47.2, -97.0 \| 30 km \| \| Z \| 52°36′N 92°48′O / 52.6, -92.8 \| 21 km \| |          |
| McLaughlin | Coordenadas | Diámetro |
| A          | 51°36′N 92°24′O / 51.6, -92.4 | 35 km    |
| B          | 50°12′N 91°12′O / 50.2, -91.2 | 43 km    |
| C          | 48°30′N 91°54′O / 48.5, -91.9 | 60 km    |
| P          | 45°00′N 94°36′O / 45.0, -94.6 | 34 km    |
| U          | 47°12′N 97°00′O / 47.2, -97.0 | 30 km    |
| Z          | 52°36′N 92°48′O / 52.6, -92.8 | 21 km    |